# Éply
Éply település Franciaországban, Meurthe-et-Moselle megyében. Lakosainak száma 297 fő (2022. január 1.). Éply Cheminot, Louvigny, Morville-sur-Seille, Port-sur-Seille, Raucourt és Rouves községekkel határos.

## Népesség
A település népességének változása:
| Lakosok száma | 239  | 234  | 236  | 287  | 305  | 303  | 300  | 302  | 303  | 297  |
|               | 1968 | 1982 | 1990 | 2006 | 2013 | 2015 | 2017 | 2019 | 2020 | 2022 |